# Bioussac
Bioussac là một xã của tỉnh Charente, thuộc vùng Nouvelle-Aquitaine, tây nam nước Pháp.